# Kei Toume
Kei Toume (冬目 景?, Tōme Kei; Prefettura di Kanagawa, 13 aprile 1970) è una fumettista giapponese.
È conosciuta a livello internazionale soprattutto per il manga Sing "Yesterday" for Me.

## Biografia
Kei Toume è nata nella Prefettura di Kanagawa, in data 13 aprile 1970.  Fin da bambina ama disegnare e copiare i personaggi dei cartoni animati preferiti. Durante gli anni delle scuole medie, era un fan di Lamù di Rumiko Takahashi, manga che disegnava sotto forma di parodia. Sceglie di proseguire gli studi nel campo grafico: prima come studentessa di un istituto d’arte, poi presso la Tama Art University di Tokyo, dove disegnava spesso nell’atelier della facoltà. Da questi anni, Toume matura la decisione di diventare una mangaka professionista. 
Nel 1992, Rokutatami Monogatari disegnato sotto il nome di Tomekei vince la menzione d'onore dell'11° Comic Burger Newcomer Manga Award. Dopo avere pubblicato una serie di racconti brevi sulla rivista Comic Burger, nel 1993 inizia la serializzazione di Kurogane, grazie al quale vincerà il Four Seasons Award del Afternoon Four Seasons Award Autumn Contest. Da allora, ha continuato a pubblicare i suoi lavori su riviste di vari editori come Shueisha e Shogakukan, affrontando con originalità una vasta gamma di generi (sentimentale, drammatico, sovrannaturale, storico, fantastico, sociale) e interessi (storia, architettura, arte). Tra i numerosi  titoli, si ricordano: Hitsuji no uta - Il silenzio degli innocenti, Sing "Yesterday" for Me, Vita da cavie e Mahoromi - Visioni spazio temporali. Accanto alla produzione fumettistica, Toume si è dedicata costantemente ad altri campi: la pittura, le illustrazioni, l’animazione, i videogiochi e il cinema. 
Toume è stata compagna di studi dei mangaka Hiroaki Samura, Benkyo Tamaoki e Hajime Ueda. Ha dichiarato  che tra gli autori che maggiormente hanno influenzato il suo stile vi sono: Osamu Tezuka, Rumiko Takahashi, Yumiko Tabuchi, Ako Mutsu e Fumiko Takano; tra i romanzieri, invece, Kyoka Izumi, Ranpo Edogawa e Junichiro Tanizaki. Il suo film giapponese preferito è Yumemiru yōni nemuritai (1986) di Kaizō Hayashi.

### Opere
| #  | Titolo                                                         | Data di pubblicazione | Volumi |
| -- | -------------------------------------------------------------- | --------------------- | ------ |
| 1  | ZERO (ゼロ?)                                                   | 1995                  | 1      |
| 2  | Bokura no henhyōshi (僕らの変拍子?)                            | 1995                  | 1      |
| 3  | Kurogane (黒鉄?)                                               | 1996-2001             | 5      |
| 4  | Hitsuji no uta - Il silenzio degli innocenti (羊のうた?)       | 1996-2002             | 7      |
| 5  | Sing "Yesterday" for Me (イエスタデイをうたって?)              | 1998-2015             | 11     |
| 6  | Fuguruma Memories (文車館来訪記?)                              | 1998-2000             | 1      |
| 7  | LUNO (ルノ?)                                                   | 2002                  | 1      |
| 8  | Bokura no henhyōshi (僕らの変拍子?)                            | 2002                  | 1      |
| 9  | Vita da cavie (ハツカネズミの時間?)                            | 2004-2008             | 4      |
| 10 | Genei Hakurankai (幻影博覧会?)                                 | 2005-2011             | 4      |
| 11 | A casa di Momo (ももんち?)                                     | 2006-2009             | 1      |
| 12 | ACONY (アコニー?)                                              | 2009-2010             | 3      |
| 13 | Mahoromi - Visioni spazio temporali (マホロミ 時空建築幻視譚?) | 2010-2015             | 4      |
| 14 | Kūchū Teien no Hitobito (空中庭園の人々 冬目景作品集?)         | 2011-2016             | 1      |
| 15 | Kurogane Kai (黒鉄・改?)                                       | 2016-2020             | 5      |
| 16 | La principessa Rock (空電ノイズの姫君?)                        | 2019-2021             | 3      |
| 17 | Sing "Yesterday" for Me afterword (イエスタデイをうたって?)    | 2020                  | 1      |
| 18 | Jinbocho Sisters (百木田家の古書暮らし?)                       | 2021-2025             | 6      |